# Damien Ier de Jérusalem
Pour les articles homonymes, voir Damien.
Damien Ier (en grec Δαμιανός A', né en 1848-mort en 1931) fut patriarche orthodoxe de Jérusalem du 22 juillet 1897 au 19 septembre 1918, puis du 5 janvier 1919 au 14 août 1931.